# Автошлях Т 2609
Автошля́х Т 2609 — автомобільний шлях територіального значення у Чернівецькій області. Пролягає територією Вижницького району через Вижницю — Берегомет — Долішній Шепіт — пункт контролю Руська. Загальна довжина — 44,4 км.

## Маршрут
Автошлях проходить через такі населені пункти:
| Автошлях Т 2609         |           |
| Чернівецька область     |           |
| Вижницький район        |           |
| Вижниця                 | Р62Т 2601 |
| Багна                   |           |
| Черешенька              |           |
| Берегомет               |           |
| Лекечі                  |           |
| Лопушна                 |           |
| Долішній Шепіт          |           |
| Руська                  | Т 2601    |
| Руська (пункт контролю) |           |